# Un homme facile
Pour plus de détails, voir Fiche technique et Distribution.
Un homme facile (Un uomo facile) est un drame de la boxe italien réalisé par Paolo Heusch et sorti en 1959.
Le film est en sélection officielle à la Berlinale 1959.

## Synopsis
Un boxeur sur le déclin, Righetto, parvient à remporter le championnat d’Europe mais il doit par la suite abandonner son titre. Après un certain temps, ne se résignant pas à a retraite, il finit par revenir sur le ring, où il doit combattre son propre beau-frère. Ce dernier match sera fatal à l’ancien champion.

## Fiche technique
- Titre français : Un homme facile[1]
- Titre original italien : Un uomo facile[2]
- Réalisation : Paolo Heusch
- Scenario : Fausto Tozzi
- Photographie :	Roberto Gerardi
- Montage : Adriana Novelli (it)
- Musique : Carlo Rustichelli
- Producteur : Roberto Dandi
- Société de production : Erredi Film, Serena Film
- Pays de production :  Italie
- Langue originale : italien
- Format : Noir et blanc - Son mono - 35 mm
- Durée : 104 minutes
- Genre : drame de la boxe
- Dates de sortie :
  - Italie : 1959 (visa délivré le 25 février 1959)
  - France : 3 avril 1964

## Distribution
- Maurizio Arena : Romolo De Santis
- Giovanna Ralli : Lina
- Cathia Caro : Giuditta
- Erminio Spalla : l'entraîneur
- Tiberio Mitri : Enrico Costantini
- Fosco Giachetti : le docteur
- Giulio Calì : Gaetano
- Pietro Besi : boxeur au gymnase